# Мондрошкі (Великопольське воєводство)
Мондрошкі (пол. Mądroszki) — село в Польщі, у гміні Жґув Конінського повіту Великопольського воєводства.
Населення — 43 особи (2011).
У 1975-1998 роках село належало до Конінського воєводства.

## Демографія
Демографічна структура станом на 31 березня 2011 року:
|          | Загалом | Допрацездатний вік | Працездатний вік | Постпрацездатний вік |
| -------- | ------- | ------------------ | ---------------- | -------------------- |
| Чоловіки | 22      | 6                  | 15               | 1                    |
| Жінки    | 21      | 2                  | 14               | 5                    |
| Разом    | 43      | 8                  | 29               | 6                    |